# Terrance Cauthen
Terrance Davin Cauthen (* 14. Mai 1976 in Trenton, New Jersey) ist ein ehemaliger US-amerikanischer Boxer und Bronzemedaillengewinner der Olympischen Spiele 1996 im Leichtgewicht.

## Boxkarriere
Terrance Cauthen begann im Alter von neun Jahren mit dem Boxen. Er gewann 1992 die nationalen Junioren-Olympiaden und 1993 eine Bronzemedaille bei den National Golden Gloves. 1994 schied er im Viertelfinale der Goodwill Games in Sankt Petersburg aus und verlor einen Länderkampf gegen Marco Rudolph. Anschließend stieg er jedoch zur US-amerikanischen Elite im Leichtgewicht auf.
So gewann er jeweils die Goldmedaille bei den US-amerikanischen Meisterschaften 1995, der nationalen Olympiaqualifikation 1996 in Oakland und den Olympic Box-offs 1996 in Augusta. Im Mai und Juni 1996 gewann er zudem zwei Länderkämpfe gegen Kay Huste und Alexander Maletin. Er nahm anschließend an den Olympischen Spielen 1996 in Atlanta teil und gewann eine Bronzemedaille im Leichtgewicht. Er hatte Muhammadqodir Abdullayev aus Usbekistan, den Vize-Weltmeister Tümentsetsegiin Üitümen aus der Mongolei und den Asienmeister Pongsith Wiangwiset aus Thailand besiegt, ehe er im Halbfinale gegen Tontscho Tontschew aus Bulgarien ausschied.
Anschließend wechselte der rund 1,75 m große Rechtsausleger ins Profilager und bestritt 45 Kämpfe in den USA, Kanada und Großbritannien, von denen er 36 gewann und 8 verlor. Er gewann die Nordamerikanischen Meistertitel der NABF und WBA im Halbweltergewicht sowie die US-amerikanische Meisterschaft und die IBU-Weltmeisterschaft im Halbmittelgewicht. Im WM-Kampf schlug er 2006 Nurhan Süleymanoğlu einstimmig nach Punkten. Zwei weitere Gegner seiner Karriere waren Sechew Powell und Paul Williams.
2012 beendete er seine Boxkarriere.